# نووایا ماسکارا
نووایا ماسکارا (به لاتین: Novaya Maskara) یک منطقهٔ مسکونی در روسیه است که در باشقیرستان واقع شده‌است.